# Volksabstimmungen in der Schweiz 1941
Dieser Artikel bietet eine Übersicht der Volksabstimmungen in der Schweiz im Jahr 1941.
In der Schweiz fand 1941 auf Bundesebene eine Volksabstimmung statt, im Rahmen eines Urnengangs am 9. März. Dabei handelte es sich um eine Volksinitiative.

## Abstimmung am 9. März 1941

### Ergebnis
| Nr. | Vorlage                                                           | Art | Stimm- berechtigte | Abgegebene Stimmen | Beteiligung | Gültige Stimmen | Ja      | Nein    | Ja-Anteil | Nein-Anteil | Stände | Ergebnis |
| --- | ----------------------------------------------------------------- | --- | ------------------ | ------------------ | ----------- | --------------- | ------- | ------- | --------- | ----------- | ------ | -------- |
| 134 | Eidgenössische Volksinitiative «zur Neuordnung des Alkoholwesens» | VI  | 1'261'361          | 774'843            | 61,43 %     | 757'740         | 304'867 | 452'873 | 40,23 %   | 59,77 %     | –      | nein     |

### Neuordnung des Alkoholwesens
Nach jahrzehntelangem Widerstand war es dem Bund 1930 gelungen, sein bisheriges Monopol bei Kartoffel- und Getreideschnäpsen auf die übrigen Branntweine auszudehnen und den Kleinhandel stärker zu regulieren. Bald darauf formierte sich in der Zentralschweiz eine Bewegung, die den Zustand vor der Revision wiederherstellen wollte. Verschiedene Organisationen aus dieser Region bildeten ein Komitee namens «Reval» (Revision der Alkoholordnung), das Ende 1937 eine Volksinitiative in Form einer allgemeinen Anregung einreichte, für die ein einfaches Volksmehr reichte. Sie verlangte, das Brennen von Obst, Most und Obsttrestern sowie den Handel mit Obstbranntwein wieder freizugeben. Bundesrat und Parlament empfahlen die Ablehnung der Initiative, ebenso die politischen Parteien und der Bauernverband. Sie befürchteten eine Rückkehr zum Schnapselend der 1920er Jahre und wiesen darauf hin, dass den Sozialwerken wichtige Einnahmen entzogen würden. Die Befürworter attackierten die Eidgenössische Alkoholverwaltung mit teils polemischen Vorwürfen und appellierten an die Freiheitsgefühle der Bürger. Die Rückkehr zur alten Alkoholordnung eröffne den Bauern neue Absatzmöglichkeiten. Fast drei Fünftel der Abstimmenden lehnten die Initiative ab, etwas knapper als erwartet.